# Onamia, Minnesota
Onamia là một thành phố thuộc quận Mille Lacs, tiểu bang Minnesota, Hoa Kỳ. Năm 2010, dân số của thành phố này là 878 người.

## Dân số
- Dân số năm 2000: 847 người.
- Dân số năm 2010: 878 người.